# WBSC U-15女子ソフトボールワールドカップ
WBSC U-15女子ソフトボールワールドカップ（英: WBSC U-15 Women's Softball World Cup、西: Copa Mundial de Softbol Femenino Sub-15 WBSC）は、世界野球ソフトボール連盟（WBSC）が主催する、15歳以下のナショナルチームによる女子ソフトボールの世界選手権大会。

## 概要
2023年に第1回大会が日本の東京で開催された。大会は2年おきに開催される。

## 第1回大会

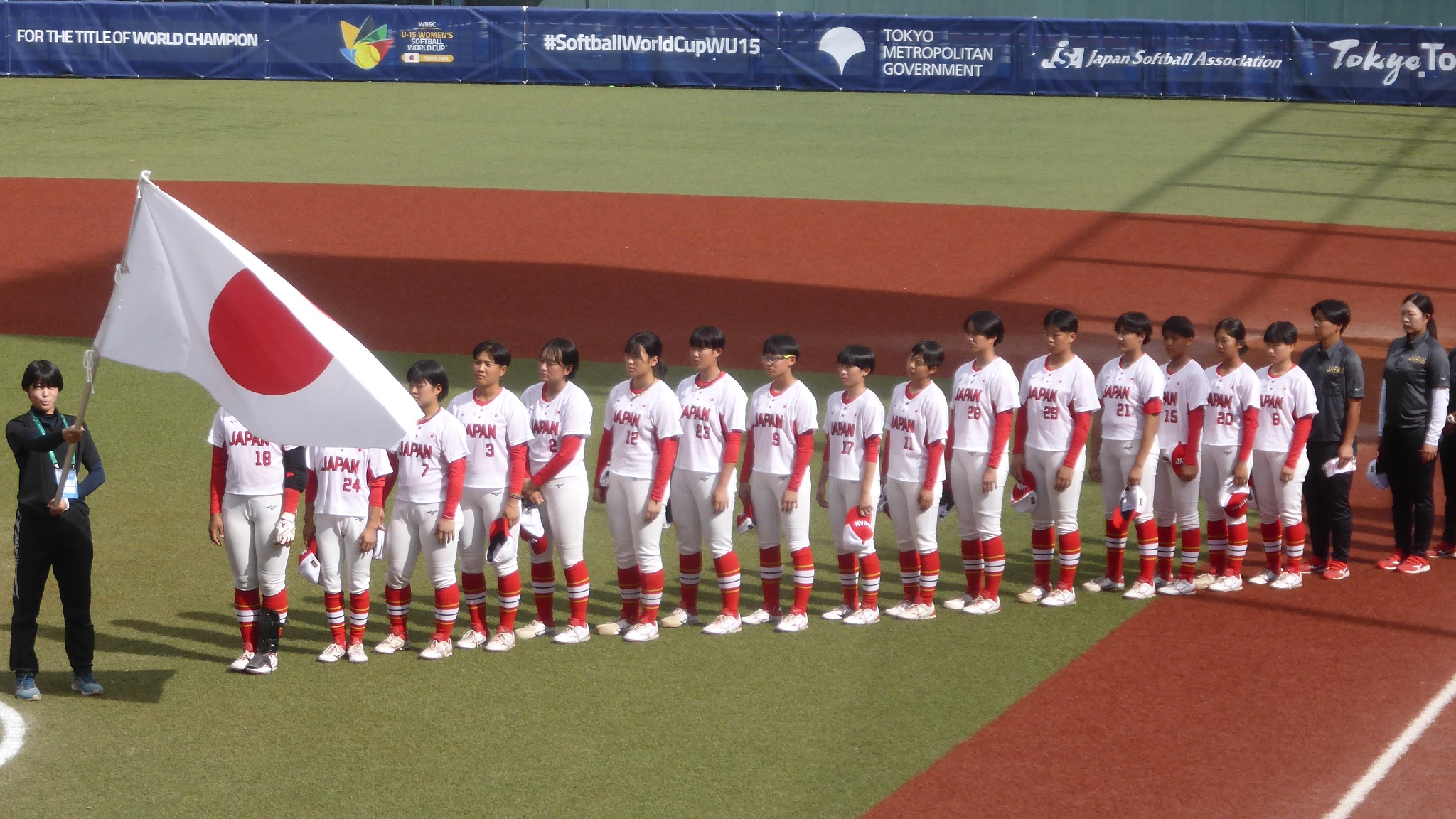
第1回大会の日本代表メンバー

2023年10月21日から10月29日にかけて日本の東京で開催された。12ヵ国・地域が出場し、3会場で50試合が行われた。決勝はアメリカ対プエルトリコの対戦となり、3-0で勝利したアメリカが初代チャンピオンに輝いた。日本は大会を通じてアメリカから勝利をあげた唯一のチームとなったが、翌日のプエルトリコ戦に敗れたため3チームが同率首位で並ぶことになり、大会規程により失点差・直接対決の結果から決勝進出を逃した。3位決定戦ではチャイニーズタイペイに2-0で勝利して銅メダルを獲得した。大会MVPはアメリカ代表のアスペン・ボールウェア（Aspen Boulware）。元ソフトボール日本代表の山田恵里、渥美万奈、長﨑望未が大会のオフィシャルサポーターを務めた。
日本代表メンバー
| ポジション   | 名前                                     | 年齢         | 所属                       | 備考             |
| 日本代表選手 | 日本代表選手                             | 日本代表選手 | 日本代表選手               | 日本代表選手     |
| ------------ | ---------------------------------------- | ------------ | -------------------------- | ---------------- |
| 投手         | 020長友彩莉（ながとも さり）             | 15歳         | ハッピーフレンズ           |                  |
| 投手         | 120梶目莉空（かじめ りそら）             | 15歳         | 広島プリンセス             |                  |
| 投手         | 200山本心音（やまもと しおん）           | 13歳         | 岸城クラブ                 |                  |
| 投手         | 210吉良優里（きら ゆうり）               | 14歳         | 大阪イーリス               | ベストナイン受賞 |
| 投手         | 260中村律（なかむら りつ）               | 14歳         | 神田女学園中               |                  |
| 捕手         | 070加減夢華（かげん ゆめか）             | 15歳         | 佐賀女子短大付属佐賀女子高 | ベストナイン受賞 |
| 捕手         | 150橋本真央（はしもと まお）             | 15歳         | 岡山エンゼルス             |                  |
| 内野手       | 030安楽咲（あんらく さき）               | 15歳         | ハッピーフレンズ           |                  |
| 内野手       | 090中西華（なかにし はな）               | 15歳         | KGスラッガー               | ベストナイン受賞 |
| 内野手       | 110今村倖（いまむら ゆき）               | 15歳         | 神村学園高                 |                  |
| 内野手       | 170藤田莉心（ふじた りこ）               | 15歳         | 神村学園中                 |                  |
| 内野手       | 230睦谷羽蘭（むつたに うらん）           | 15歳         | 信濃ドリームスター         |                  |
| 内野手       | 240櫻木藍睦（さくらぎ らちか）           | 15歳         | KGスラッガー               |                  |
| 内野手       | 290髙久日蘭莉（たかく ひらり）           | 14歳         | 那須町立那須中央中         |                  |
| 外野手       | 080大川沙菜（おおかわ さな）             | 15歳         | 松戸市立第三中             |                  |
| 外野手       | 180ルーウィス梨々亜（るーうぃす りりあ） | 14歳         | 福岡レッドドリームズ       |                  |
| スタッフ     |                                          |              |                            |                  |
| 監督         | 山本優                                   | 35歳         | 札幌Futures                |                  |
| コーチ       | 古渡美奈                                 | 41歳         | 神田女学園中               |                  |
| コーチ       | 峰幸代                                   | 35歳         | トヨタレッドテリアーズ     |                  |

最終順位
| 順位 | チーム               | 大陸連盟     | 試 | 勝 | 敗 |
| ---- | -------------------- | ------------ | -- | -- | -- |
| 1    | アメリカ             | 南北アメリカ | 9  | 8  | 1  |
| 2    | プエルトリコ         | 南北アメリカ | 9  | 7  | 2  |
| 3    | 日本                 | アジア       | 9  | 8  | 1  |
| 4位  | チャイニーズタイペイ | アジア       | 9  | 5  | 4  |
| 5位  | メキシコ             | 南北アメリカ | 8  | 4  | 4  |
| 6位  | フィリピン           | アジア       | 8  | 2  | 6  |
| 7位  | チェコ               | ヨーロッパ   | 8  | 5  | 3  |
| 8位  | イタリア             | ヨーロッパ   | 8  | 4  | 4  |
| 9位  | ペルー               | 南北アメリカ | 8  | 3  | 5  |
| 10位 | ブラジル             | 南北アメリカ | 8  | 3  | 5  |
| 11位 | ニュージーランド     | オセアニア   | 8  | 1  | 7  |
| 12位 | ウガンダ             | アフリカ     | 8  | 0  | 8  |

## 歴代結果
| 回 | 開催年 | 開催地                   | チーム数 | 優勝     | 準優勝       | 3位      | 日本成績 |
| -- | ------ | ------------------------ | -------- | -------- | ------------ | -------- | -------- |
| 1  | 2023   | 東京                     | 12→11    | アメリカ | プエルトリコ | 日本     | 3位      |
| 2  | 2025   | カロンノ・ペルトゥゼッラ | 12       | 日本     | プエルトリコ | アメリカ | 優勝     |
| 3  | 2027   | 不明の旗                 | ?        | 不明の旗 | 不明の旗     | 不明の旗 |          |